# Robertas Žulpa
Robertas Rimantovič Žulpa (in russo Робертас Римантович Жулпа?; Vilnius, 20 marzo 1960 – Vilnius, 30 agosto 2024) è stato un nuotatore e traduttore sovietico.

## Biografia
Specializzato nella rana, vinse la medaglia d'oro nei 200 m rana alle Olimpiadi di Mosca 1980 e la medaglia d'argento ai Campionati mondiali di Guayaquil 1982 nella stessa gara.
Nel 1981 si trasferì in Italia, dove rimase per undici anni allenando i ragazzi nel nuoto. In seguito lavorò per varie aziende come traduttore dall'italiano e dal russo.

## Palmarès
- Olimpiadi
  - Mosca 1980: oro nei 200 m rana.

- Europei
  - 1981 - Spalato: oro nei 200 m rana.
  - 1983 - Roma: oro nei 100 m rana e nella staffetta 4x100 m misti, bronzo nei 200 m rana.